# José Minero Roque
José Minero Roque (Nochistlán de Mejía, Zacatecas, México, 2 de febrero de 1907 - Ciudad de México, 22 de marzo de 1978) fue un político mexicano, miembro del Partido Revolucionario Institucional, que fue gobernador de Zacatecas de 1950 a 1956.
José Minero Roque realizó sus estudios básicos en su lugar de origen y posteriormente secundaria y preparatoria en la ciudad de Guadalajara, asistió al Seminario Conciliar de Zacatecas y fue enviado a estudiar durante dos años a Roma, de donde retornó con el título de abogado tras lo que se retiró de la carrera eclesiástica.
Realizó toda su carrera política como allegado del gobernador Leobardo Reynoso, que al ser electo en 1944 lo designó como su secretario particular, en 1945 pasó a ocupar la Oficialía Mayor del gobierno y en 1946 fue elegido diputado al Congreso de Zacatecas, permaneció solo un año en el cargo pues en 1947 fue nombrado Secretario General de Gobierno por el mismo Gobernador Reynoso y en 1949 fue elegido diputado federal por el III Distrito Electoral Federal de Zacatecas a la XLI Legislatura de ese año al de 1952, solicitando licencia en 1950 al ser postulado candidato del PRI a la Gubernatura de Zacatecas.
Electo, asumió el cargo el 12 de septiembre de 1950 permaneciendo hasta igual fecha de 1956, durante todo su gobierno se consideró que el poder siguió residiendo mayoritariamente en la figura de Leobardo Reynoso, considerado como el hombre fuerte del régimen; tras concluir su periodo se retiró de la política activa.
Después de su muerte sus restos descansan en el Panteón Municipal San Sebastián de Nochistlan. Una lápida de cantera lo resguarda; él se caracterizó por su gran gusto por la cantera.